# Cartier
Cartier, «Картье́»; /ˈkɑrtieɪ/; французский: [kaʁtje]) — французский дом по производству часов и ювелирных изделий. Считается одним из самых престижных производителей ювелирных изделий в мире.
Он был основан в 1847 году Луи-Франсуа Картье в Париже и оставался под управлением семьи до 1964 года. Штаб-квартира расположена в Париже, полностью принадлежит швейцарской группе Richemont. Cartier управляет более чем 200 магазинами в 125 странах, включая три храма (исторических дома) в Лондоне, Нью-Йорке и Париже.
В 2020 году Cartier занял 56-е место среди самых дорогих брендов по версии Forbes. Cartier является востребованным брендом среди членов королевских семей. Король Великобритании Эдуард VII называл Картье «ювелиром королей и королём ювелиров».

## История
Луи-Франсуа Картье (1819—1904) начал карьеру учеником парижского ювелира Адольфа Пикара; когда в 1847 году тот отошёл от дел, Картье купил его ювелирную мастерскую и назвал своим именем. Первым крупным клиентом Картье стала Матильда Бонапарт, благодаря её влиянию он начал получать заказы от французской аристократии. В 1874 году дело перешло от Луи-Франсуа Картье к его сыну Альфреду, а в 1898 году в семейную фирму вошли трое сыновей Альфреда, и она стала называться Alfred Cartier & fils.

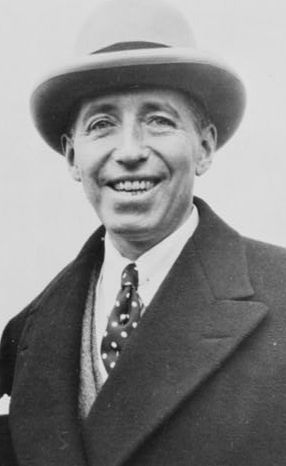
Пьер Картье

В начале XX века были созданы два зарубежных филиала — Жак-Теодюль (младший сын Альфреда) отправился в 1902 году в Лондон, а Пьер-Камиль — в 1908 году в Нью-Йорк. Открытие лондонского филиала совпало с заказом от Эдуарда VII на 27 диадем, а через два года, в 1904 году, Картье стал официальным поставщиком британского королевского двора. Подобные заказы вскоре последовали из таких стран, как Испания, Португалия, Россия, Сиам, Орлеанский дом и так далее. Первой крупной операцией в США стала продажа алмаза Хоупа семье Маклин; вскоре клиентами Картье стали Рокфеллеры, Уитни, Асторы, Вандербильты и другие влиятельные семьи США. Однако центром операций оставался Париж, где работал Луи Картье (1875—1942), третий внук основателя. Он одним из первых ювелиров начал работать с платиной, а в 1904 году изготовил наручные часы Santos, названные в честь его друга Альберто Сантос-Дюмона. С 1906 года выпускаются наручные часы, украшенные драгоценными камнями. В 1917 году Cartier создал модель часов Tank, дизайн которых напоминает английский танк времен Первой мировой войны. В 1918 году в благодарность за освобождение Франции американскими войсками часы были подарены американским командирам (в том числе генералу Джону Першингу). Модель Tank до сих пор в продаже в первоначальном дизайне. В 1925 году Cartier принял участие в Международной выставке современных декоративных и промышленных искусств в Париже, где его экспозиция была одной из центральных.

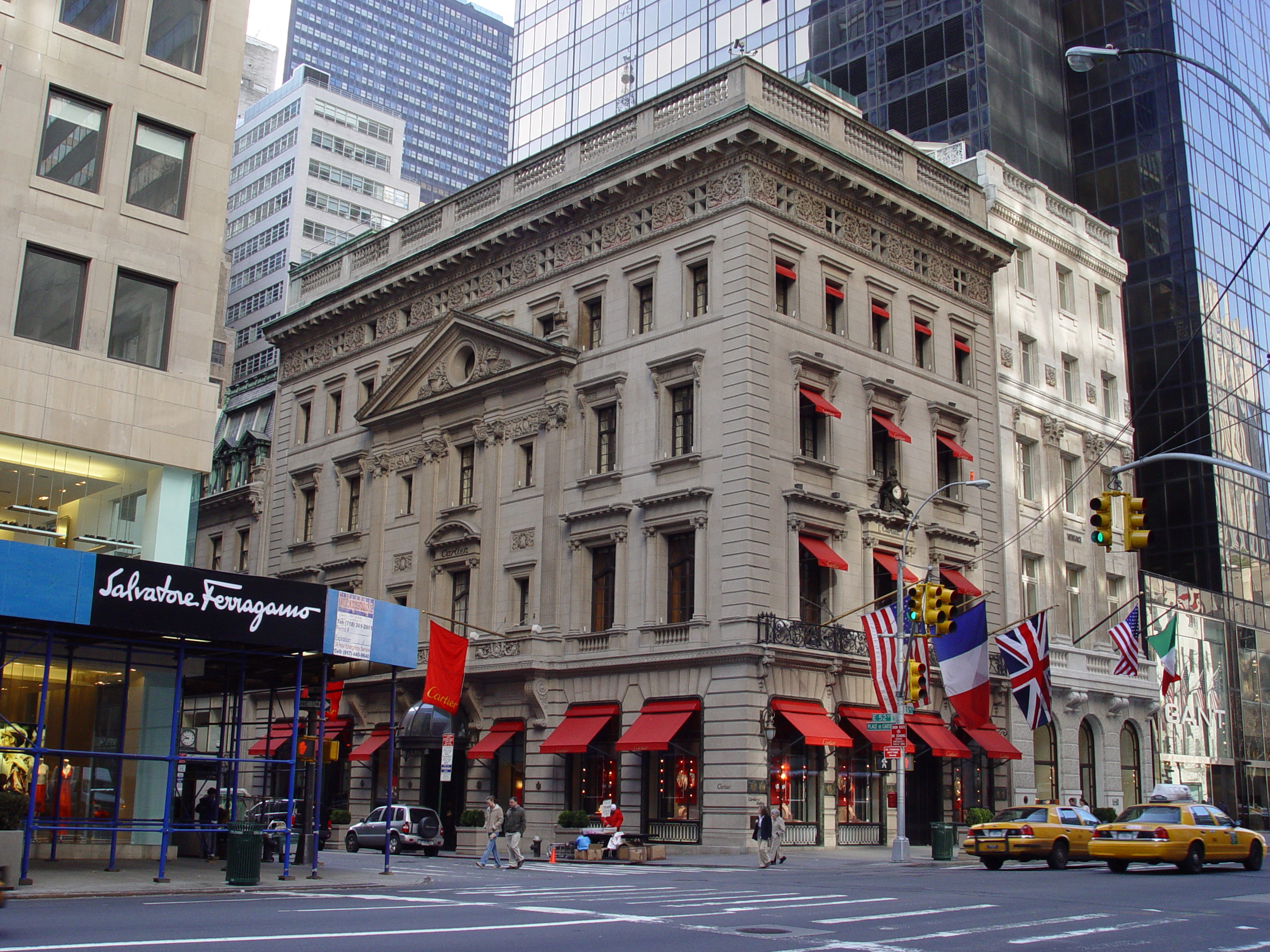
Бутик Cartier в Нью-Йорке

В 1923 году было создано подразделение по работе с серебром. Луи и Жак Картье умерли в 1942 году, Пьер Картье возглавлял семейный бизнес до самой своей смерти в 1964 году. К этому времени финансовое положение фирмы пошатнулось, к концу 1960-х годов тремя её составляющими в Париже, Лондоне и Нью-Йорке владели различные инвесторы. В 1973 году промышленник Роберт Хок (Robert Hocq), финансист Джозеф Кануи (Joseph Kanoui) при финансовой поддержке южноафриканской семьи Руперт приобрели нью-йоркский филиал Cartier, а к концу 1970-х годов выкупили и остальные две части, объединив их под названием Cartier Monde. В начале 1980-х годов Йоханн Руперт выкупил доли партнёров и сделал Cartier основной составляющей своего холдинга Richemont. Новые владельцы существенно расширили ассортимент продукции такими товарами, как письменные принадлежности, зажигалки и парфюмерия, которые продавались по цене, доступной широкому кругу потребителей. Для таких товаров в 1973 году был создан бренд Le Must de Cartier. К середине 1980-х годов оборот Cartier достиг 1 млрд долларов, из них 60 % приходилось на товары серии Le Must. В конце 1980-х годов были куплены несколько компаний, включая производителей часов Beaume et Mercier, Piaget и Alderbert, дом моды Chloe и производителя письменных принадлежностей Mont Blanc. В 1993 году они были объединены с Cartier в группу компаний Vendôme Luxury Group, базировавшуюся в Лондоне. Объединение позволило использовать общую розничную сеть, которая к концу 1990-х годов была расширена до 175 бутиков. Наиболее крупные бутики расположены в Нью-Йорке, Милане, Беверли-Хиллз, Риме, Бостоне, Сан-Франциско, Токио, Париже, Шанхае и Ванкувере.
В 2014 году часовой бренд Cartier был оценен в 2,9 млрд швейцарских франков, что поставило его на третье место среди брендов швейцарских часов.
В 2022 году, после начала войны на Украине, торговый дом заявил о приостановке деятельности в России и Украине.

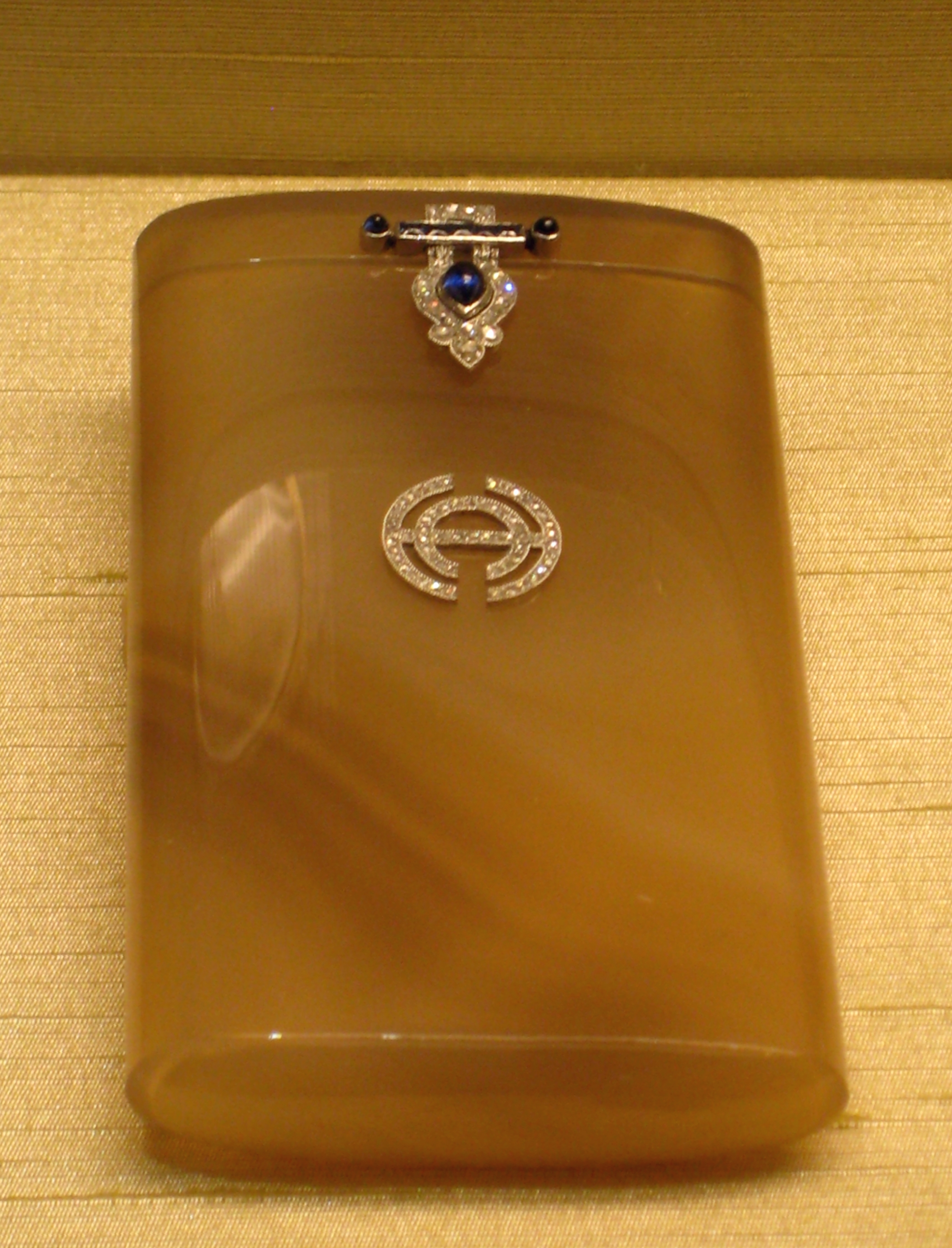
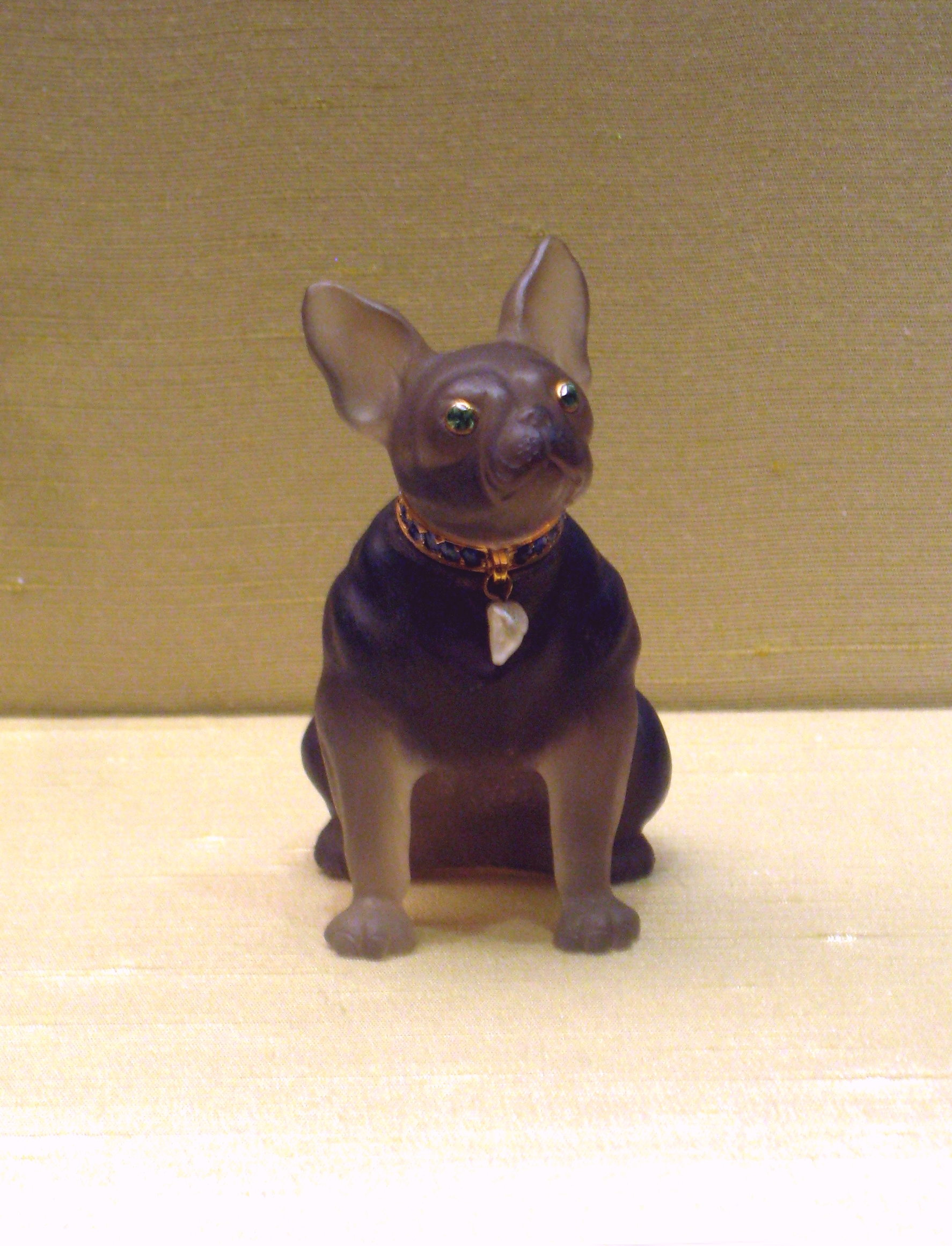
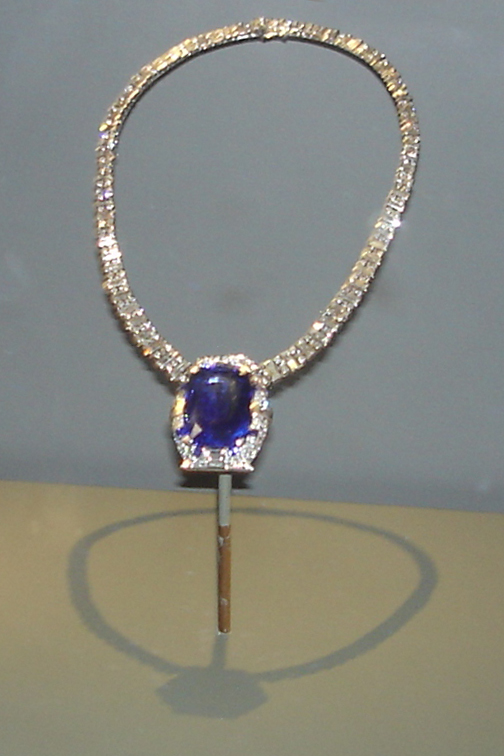
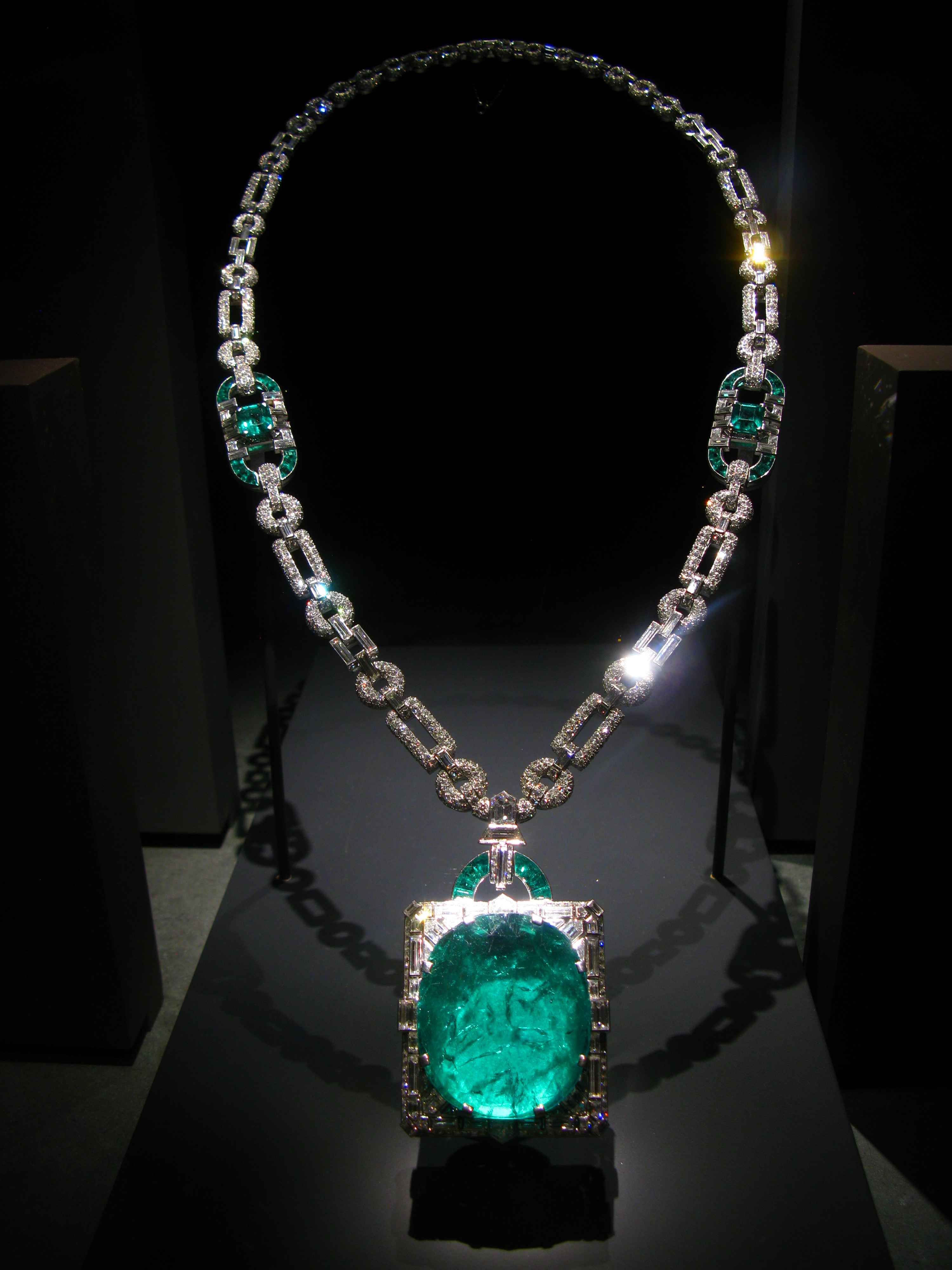

## Экологический рейтинг

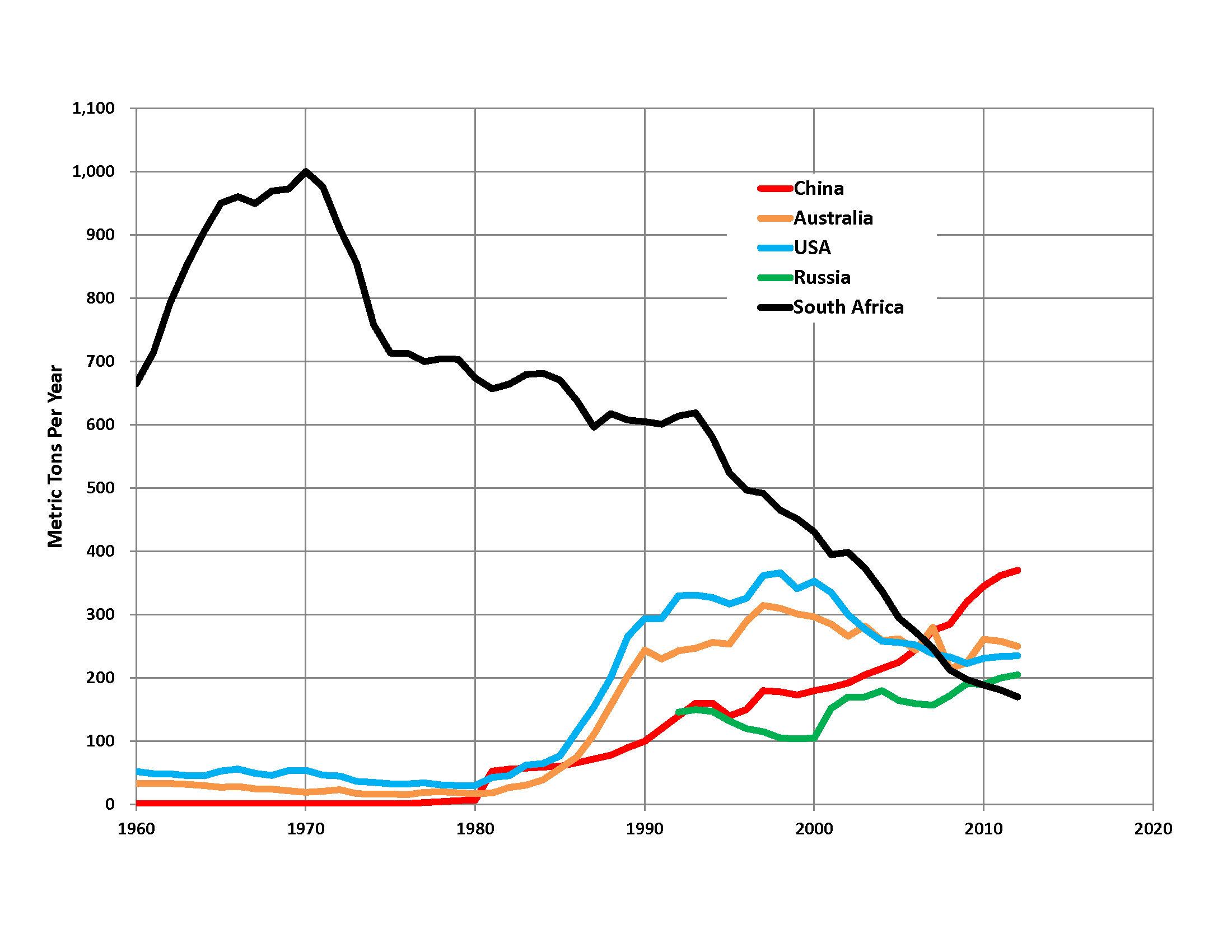
Топ 5 золотодобывающих стран

В декабре 2018 года Всемирный фонд дикой природы (WWF) опубликовал официальный отчет, в котором были представлены экологические рейтинги для 15-ти крупнейших производителей часов и ювелирных изделий в Швейцарии. Ювелирный дом Cartier занял второе место среди 15-ти производителей ювелирных изделий и получил среднюю экологическую оценку, что является свидетельством о том, что данный производитель предпринял действия по охране окружающей среды от какого-либо негативного воздействия в результате своей производственной деятельности. Согласно официальному документу компания Cartier обязуется вести бизнес «экологически ответственным образом» и «минимизировать негативное воздействие на окружающую среду».
В ювелирной и часовой промышленности присутствует общее опасение по поводу отсутствия прозрачности в производственной деятельности и источников ценного сырья, такого как золото, что является одной из основных причин экологических проблем, таких как загрязнение, деградация почв и обезлесение. Ситуация особенно серьёзна в развивающихся странах, которые являются ведущими производителями золота, включая Китай, Россию и Южную Африку. Считается, что часовой и ювелирный сектор использует более 50 % мирового годового производства золота (более 2000 тонн), но в большинстве случаев часовые компании не могут или не хотят продемонстрировать, откуда берется их сырье и используют ли поставщики материалы и экологически чистые технологии сорсинга.

## Известные покровители и владельцы

### Знаменитости
- 1928 — Марджори Мерривезер Пост приобрела в доме Cartier серьги, которые когда-то носила королева Франции, Мария-Антуанетта.
- 1950 — Голливудская актриса, Глория Свенсон однажды появилась на Бульваре Сансет в двух браслетах из бриллиантов и горного хрусталя, которые она приобрела у Картье в 1930 году.
- 1955 — Дом Cartier создал меч для избрания Жана Кокто во Французскую академию[3].
- 1957 — Американская светская львица, Барбара Хаттон приобрела в доме Cartier брошь тигра из жёлтого золота, оникса и бриллиантов жонкиль.
- 1968 — Мексиканская актриса Мария Феликс заказала Картье изготовить бриллиантовое колье в виде змеи[3].
- 1969 — Роберт Кенмор, председатель компании Cartier, приобрел 69,42-каратный (13,884 г) грушевидный бриллиант, который позже продал Бёртон, Ричарду Бертону и Элизабет Тейлор. Таким образом, бриллиант Картье был переименован в бриллиант Тейлора-Бертона[3].

### Королевские особы
- 1904 — Картье получил свое первое назначение в качестве официального поставщика для короля Великобритании Эдуарда VII. Его супруга, королева Александра купила ожерелье, с индийскими мотивами[3].
- 1904 — Картье получил ещё одно назначение в качестве поставщика для короля Испании Альфонсо XIII[28].
- 1907 — Картье провел свою первую выставку-продажу в Санкт-Петербурге, в Гранд Отель Европа. Вскоре после этого он был назначен официальным поставщиком царя России, Николая II[29].
- 1919 — Назначение официальным поставщиком короля Бельгии, Альберта I.Бутик Cartier в Мехико

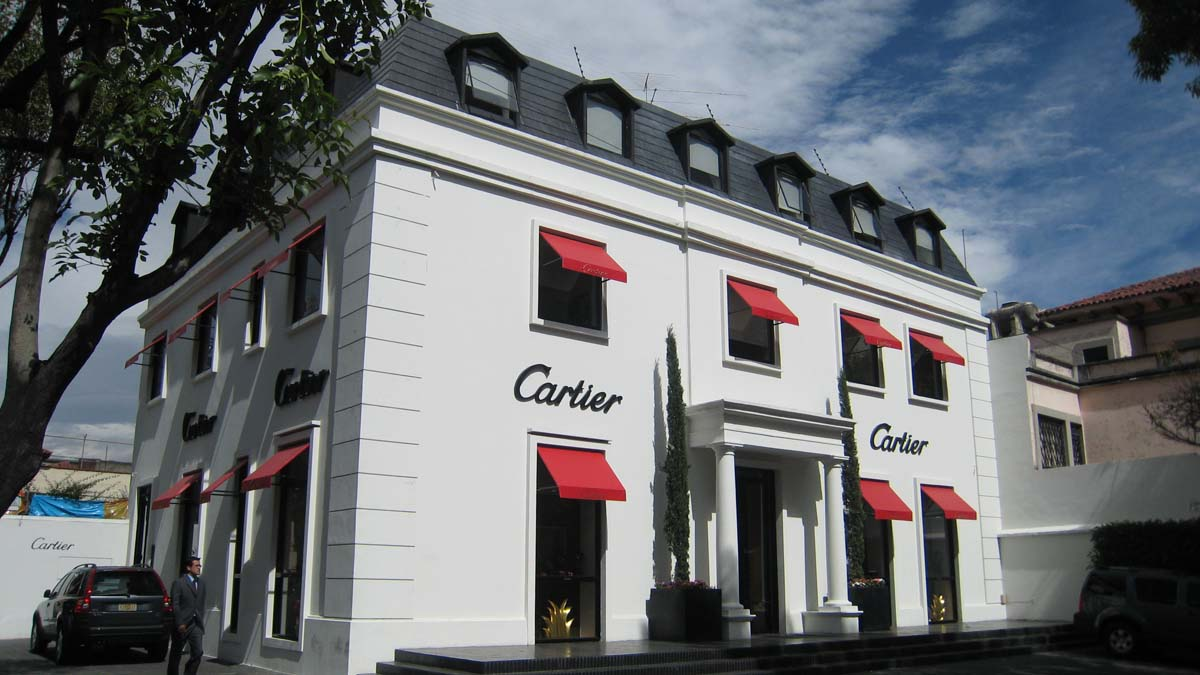
Бутик Cartier в Мехико

- 1921 — Назначение официальным поставщиком принца Уэльского, будущего преемника короля Эдуарда VIII, который, отрекшись от престола в 1936 году, стал герцогом Виндзорским.
- 1924 — Мария Эдинбургская надела тиару Cartier, созданную в виде русского кокошника для портрета, написанного Филиппом де Ласло.
- 1929 — Назначение официальным поставщиком египетского короля Фуада I.
- 1930—1950 годы Cartier создает украшения для четы Эдуарда VIII и Уоллис Симпсон. Среди них — знаменитая подвеска в форме пантеры, инкрустированной бриллиантами и сапфирами, сидящей на «земном шаре» — крупном сапфире огранки кабошон; золотой портсигар, на котором изображена карта с маршрутами путешествий супругов по Европе и Северной Америке; золотая брошь, усыпанная бриллиантами, с выложенными изумрудами инициалами W и E и рубиновой короной — подарок Эдуарда на 20 годовщину свадьбы[30].
- 1933 — специально для паши Марракеша были разработаны водонепроницаемые часы Pasha, которые тот мог бы носить во время плавания в бассейне.
- 1938 — Одни из самых маленьких наручных часов в мире от Cartier были подарены принцессе Великобритании, Елизавете[3].
- 1939 — Назначение официальным поставщиком короля Албании, Зогу I.
- 1949 — Герцог и герцогиня Виндзорские приобрели в Париже платиновую брошь пантеры на 152,35-каратном (30,470 г) Кашмирском сапфире[3].
- 1954 — Изготовление для герцогини Виндзорской лорнета из жёлтого золота, чёрной эмали и изумрудов, изображающих тигра.
- 1956 — Актриса Грейс Келли, позднее принцесса Грейс, получила в подарок многочисленные ювелирные изделия от Cartier, в том числе обручальное кольцо, комплект с 12-каратной (2,4 г) изумрудной огранкой алмазов в честь свадьбы с князем Монако Ренье III.
- 2014 — Кэтрин, герцогиня Кембриджская, была замечена в часах Cartier Ballon Bleu[31].